# هیرومی میاکه
هیرومی میاکه (به انگلیسی: Hiromi Miyake) زاده ۱۸ نوامبر ۱۹۸۵ است. او وزنه بردار کشور ژاپن است.